# Municipio de Chesterfield (Míchigan)
El municipio de Chesterfield (en inglés: Chesterfield Township) es un municipio ubicado en el condado de Macomb en el estado estadounidense de Míchigan. En el año 2010 tenía una población de 43381 habitantes y una densidad poblacional de 547,32 personas por km².

## Geografía
El municipio de Chesterfield se encuentra ubicado en las coordenadas 42°40′46″N 82°48′23″O / 42.67944, -82.80639. Según la Oficina del Censo de los Estados Unidos, el municipio tiene una superficie total de 79.26 km², de la cual 71.42 km² corresponden a tierra firme y (9.89%) 7.84 km² es agua.

## Demografía
Según el censo de 2010, había 43381 personas residiendo en el municipio de Chesterfield. La densidad de población era de 547,32 hab./km². De los 43381 habitantes, el municipio de Chesterfield estaba compuesto por el 90.85% blancos, el 5.27% eran afroamericanos, el 0.37% eran amerindios, el 0.96% eran asiáticos, el 0.03% eran isleños del Pacífico, el 0.74% eran de otras razas y el 1.79% pertenecían a dos o más razas. Del total de la población el 2.39% eran hispanos o latinos de cualquier raza.